# Eugenia subundulata
Eugenia subundulata är en myrtenväxtart som beskrevs av Hjalmar Frederik Christian Kiaerskov. Eugenia subundulata ingår i släktet Eugenia och familjen myrtenväxter.

## Underarter
Arten delas in i följande underarter:
- E. s. longipetiolata
- E. s. subundulata